# Cutrofiano
Cutrofiano est une commune italienne de la province de Lecce, dans la région des Pouilles.

## Administration
| Période                                  | Période | Identité | Étiquette | Qualité |
| ---------------------------------------- | ------- | -------- | --------- | ------- |
|                                          |         |          |           |         |
| Les données manquantes sont à compléter. |         |          |           |         |

### Communes limitrophes
Aradeo, Collepasso, Corigliano d'Otranto, Galatina, Maglie, Melpignano, Neviano, Scorrano, Sogliano Cavour, Supersano.